# Kyawthuïta
La kyawthuïta és un mineral de la classe dels òxids. Rep el seu nom del Dr. Kyaw Thu (1973-), mineralogista, petròleg i gemmòleg birmà amb un Ph.D. de la Universitat de Yangon.

## Característiques
La kyawthuïta és un òxid d'antimoni i bismut, de fórmula química Bi3+Sb5+O₄. Va ser aprovada com a espècie vàlida per l'Associació Mineralògica Internacional l'any 2015 i publicada a començaments de 2018. Cristal·litza en el sistema monoclínic. La seva duresa a l'escala de Mohs és 5,5. Es tracta de l'únic mineral d'òxid aprovat de bismut i antimoni. Pot tractar-se d'un anàleg químic de la clinocervantita, de la qual és una espècie isostructural, però els grups espacials són lleugerament diferents. No és anàloga a la bismutocolumbita o a la bismutotantalita.

## Formació i jaciments
Va ser descoberta a Chaung-gyi-ah-le-ywa, dins la municipalitat de Mogok del districte de Pyin-Oo-Lwin (Mandalay, Myanmar), on tan sols s'ha trobat un únic exemplar, el qual va ser tallat com una gemma. Es tracta de l'únic indret on ha estat trobada aquesta espècie.